# Dipcadi fesoghlense
Dipcadi fesoghlense är en sparrisväxtart som först beskrevs av Hermann Maximilian Carl Ludwig Friedrich zu Solms-Laubach, och fick sitt nu gällande namn av John Gilbert Baker. Dipcadi fesoghlense ingår i släktet Dipcadi och familjen sparrisväxter.
Artens utbredningsområde är Sudan. Inga underarter finns listade i Catalogue of Life.